# Olasz–magyar barátsági szerződés
Benito Mussolini olasz és Bethlen István magyar miniszterelnök 1927. április 5-én Rómában, a Palazzo Chigi dísztermében írta alá az olasz–magyar örök barátsági szerződést. A magyar kormány által 1926-ban meghirdetett aktív külpolitika jegyében megkötött szerződés értelmében a Horthy-korszak Magyarországának egyik legfontosabb politikai szövetségese lett Olaszország.

## Tartalma
Az 1927. évi XXVIII. tc. számon törvénybe foglalt, 10 évre kötött szerződés két fő részből állt. Az első rész kimondta a két ország közötti állandó békét és örök barátságot. A második részben a két fél kötelezte magát, hogy vitás kérdéseiket választott bíróság elé viszik. A titkos katonai záradékban Olaszország támogatta Magyarország felfegyverkezését. Külön egyezményben biztosítottak szabad zónát a fiumei kikötőben a magyar hajózás számára.

## Jelentősége
A szerződés lényegében egy olasz–magyar szövetség megkötését jelentette, alapja a szélsőjobboldali eszmei közösségen túl az első világháborút lezáró versailles-i békerendszerrel való szembenállás volt. A szerződés éle kisantant, elsősorban Jugoszlávia ellen irányult. A szerződés egyrészt a magyar kormány revíziós törekvéseinek támaszául szolgált, másrészt szervesen illeszkedett Olaszországnak abba a törekvésébe, amely a Duna-medence országait saját hatalmi körébe kívánta vonni, visszaszorítva a francia befolyást. (Albán–olasz, olasz–román, görög–olasz szerződések)